# 高平县 (新朝)
高平县，中国古县名。
西汉时为橐县，属山阳郡。新朝时称高平县。东汉章帝改橐县置，治所在今山东省微山县西北。因高平山得名。北齐时废。